# Foissac, Aveyron

Foissac este o comună în departamentul Aveyron din sudul Franței. În 1 ianuarie 2022 avea o populație de 470 de locuitori.